# 1909 v letectví

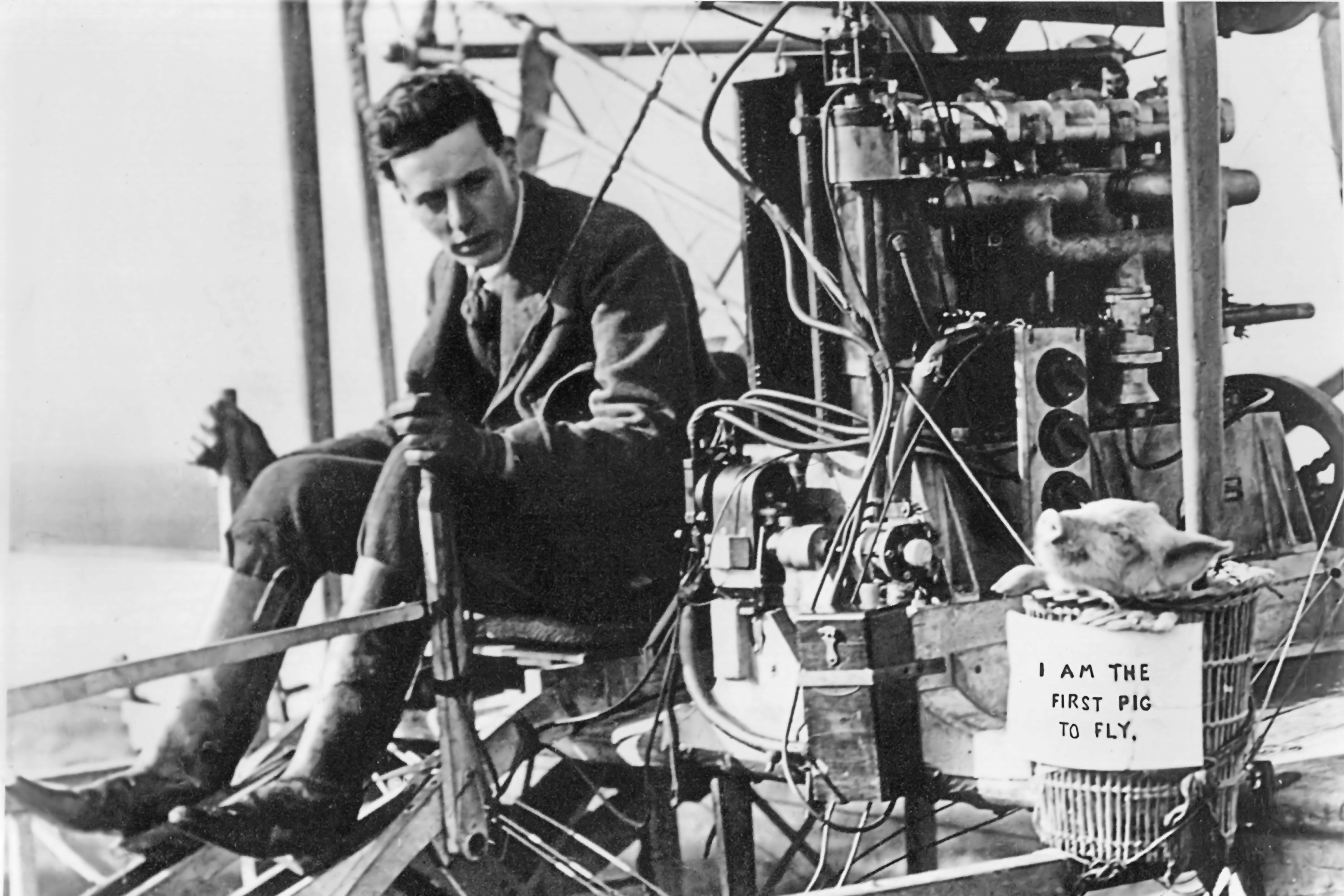
První doložený let prasete proběhl 4. listopadu 1909 nad Isle of Sheppey (Velká Británie)

Tento článek obsahuje seznam událostí souvisejících s letectvím, které proběhly roku 1909.

## Události

### Leden
- 2. ledna – vyšlo první číslo britského leteckého časopisu Flight.

### Červenec
- 25. července – Louis Blériot přeletěl poprvé v historii Lamanšský průliv.

### Říjen
- 3. října – ve čtvrtém ročníku Poháru Gordona Bennetta zvítězili Američané Edgar W. Mix a Andre Roussel

## První lety
- 23. ledna – Blériot XI
- 9. března – Goupy No.2